# LXIII edición de los Premios Ariel
La ceremonia de la 63.° entrega de los Premios Ariel ,  que homenajeó a las mejores películas mexicanas estrenadas durante el 2020, fue organizada por la Academia Mexicana de Artes y Ciencias Cinematográficas (AMACC) el 25 de septiembre del 2021 en Canal 22 con la conducción a cargo de Linda Cruz y los actores Benny Emmanuel y Ximena Romo sumada la participación de varios expresidentes de la AMACC: Blanca Guerra, Dolores Heredia, Ernesto Contreras, Carlos Carrera, Jorge Sánchez Sosa y Juan Antonio de la Riva y la presidenta actual, Mónica Lozano. Un especial aparte se transmitió enseguida donde los conductores Laura Barrera, Julio López y Rafael García Villegas platicaron con algunos de los galardonados.
Las nominaciones fueron anunciadas el 18 de agosto de 2021 por los actores Ana Valeria Becerril y Benny Emmanuel. Los recipientes de este año para el Ariel de Oro fueron la actriz Ofelia Medina y el sonidista y productor Fernando Cámara por sus trayectorias en el cine mexicano. En esta edición fueron inscritas 129 películas: 58 largometrajes, 60 cortometrajes, y 11 producciones iberoamericanas, provenientes de Argentina, Brasil, Colombia, Chile, Ecuador, España, Guatemala, Paraguay, Portugal, República Dominicana y Venezuela.

## Ganadores y Nominados
Sin señas particulares, encabezando las nominaciones con 16, se llevó 9 premios, incluido el de Mejor Película. Resaltó que el documental Las tres muertes de Marisela Escobedo estuvo nominada a Mejor Película, cuestión que no se repetía desde 2018. En la categoría de Mejor Película Iberoamericana, destacó la nominación del documental Babenco – Alguém tem que ouvir o coração e dizer: Parou y El agente topo, esta última siendo la ganadora. Everardo González rompió su propio récord de la persona más nominada a Mejor Largometraje Documental con una séptima nominación, estando todos sus trabajos en dicha categoría. Lázaro Gabino Rodríguez obtuvo doble nominación en actuación por Mejor Actor y Mejor Coactuación Masculina por Fauna y Selva Trágica, respectivamente, hito que no sucedía desde 2008 con Alan Chávez. Por cuarta vez en los últimos 5 años, dos mujeres, Yulene Olaizola y Fernanda Valadez, compitieron a Mejor Dirección; Valadez se convirtió en la segunda directora en la historia del Ariel en llevarse dicho premio.

### Premios
La siguiente lista incluye a los nominados y los ganadores que serán resaltados con negritas y un símbolo ‡.
| Mejor Película - Sin señas particulares – Corpulenta Producciones, FOPROCINE, Avanti Pictures, EnAguas Cines y Nephilim Producciones. Dir. Fernanda Valadez‡ - El baile de los 41 – Mexico City Poject y El Estudio. Dir. David Pablos - Las tres muertes de Marisela Escobedo – VICE Studios y Scorpio. Dir. Carlos Pérez Osorio - Los lobos – Animal de luz films, Fideicomiso Comisión de filmaciones del Estado de Jalisco y Fondo de inversión y estímulos al cine (FIDECINE) - IMCINE. Dir. Samuel Kishi Leopo - Selva trágica – Malacosa Cine, Varios Lobos, Manny Films y Contravia Films. Dir. Yulene Olaizola | Mejor Dirección - Fernanda Valadez – Sin señas particulares‡ - Carlos Pérez Osorio – Las tres muertes de Marisela Escobedo - David Pablos – El baile de los 41 - Samuel Kishi Leopo – Los lobos - Yulene Olaizola – Selva trágica                                                                         |
| Mejor Actor - Alfonso Herrera – El baile de los 41‡ - Armando Espitia – Te llevo conmigo - Demián Bichir – Danyka - Fernando Cuautle – Nuevo orden - Juan Pablo Medina – El club de los idealistas - Lázaro Gabino Rodríguez – Fauna | Mejor Actriz - Mercedes Hernández – Sin señas particulares‡ - Mabel Cadena – El baile de los 41 - Martha Reyes Arias – Los lobos - Mónica del Carmen – Nuevo orden - Naian González Norvind – Leona |
| Mejor Coactuación Masculina - David Illescas – Sin señas particulares‡ - Christian Vázquez – Te llevo conmigo - Eligio Meléndez – Nuevo Orden - Emiliano Zurita – El baile de los 41 - Lázaro Gabino Rodríguez – Selva trágica | Mejor Coactuación Femenina - Cici Lau – Los lobos‡ - Carolina Politi – Leona - Margarita Sanz – Leona - Michelle Rodríguez – Te llevo conmigo - Nailea Norvind – El club de los idealistas |
| Mejor Revelación Actoral - Indira Andrewin – Selva trágica‡ - Ana Laura Rodríguez – Sin señas particulares - Juan Jesús Varela – Sin señas particulares - Leonardo Nahim Nájar Márquez – Los lobos - Maximiliano Nájar Márquez – Los lobos | Mejor Película de Animación - Un disfraz para Nicolás – Eduardo Rivero‡ - Escuela de miedo – Leopoldo Aguilar - La liga de los 5 – Marvick Eduardo Núñez |
| Mejor Guion Original - Fernanda Valadez, Astrid Rondero – Sin señas particulares‡ - Carlos Pérez Osorio – Las tres muertes de Marisela Escobedo - Isaac Cherem, Naian González Norvind – Leona - Samuel Kishi Leopo, Sofía Gómez Córdoba, José Luis Briones Macías – Los lobos - Yulene Olaizola, Rubén Imaz Castro – Selva trágica | Mejor Guion Adaptado - Antón Goenechea – Perdida‡ - Fabián Ibarra Alemañy – El gallinero - Miguel Ángel Uriegas Flores – Un disfraz para Nicolás |
| Mejor Fotografía - Claudia Becerril Bulos – Sin señas particulares‡ - Carolina Costa AMC – El baile de los 41 - Everardo González – Yermo - Jorge Octavio Arauz Gómez – Los lobos - Sofía Oggioni – Selva trágica | Mejor Música Original - Kenji Kishi Leopo – Los lobos‡ - Alejandro Otaola – Selva trágica - Carlo Ayhllón, Andrea Balency-Béarn – El baile de los 41 - Clarice Jensen – Sin señas particulares - Jacobo Lieberman – Leona                                                                                 |
| Mejor Vestuario - Kika Lopes – El baile de los 41‡ - Gabriela Fernández – Nuevo orden - Nohemi González – Los lobos - Samuel Conde – Selva trágica - Ximena Guzmán – Leona | Mejor Diseño de Arte - Daniela Schneider – El baile de los 41‡ - Claudio Ramírez Castelli – Nuevo orden - Dalia Reyes – Sin señas particulares - Hania Robledo – Los lobos - Sandra Cabriada – Te llevo conmigo                                                                                           |
| Mejores Efectos Visuales - Darío Basile, Curro Muñoz, Lara Gómez del Pulgar, Mario Lucero Recio, Carlos Claramunt Terol, Jaime Rafael Fuerte, Pablo Lamosa Barros, Ricardo G. Elipe, Antonio Ramos Ramos – Sin señas particulares‡ - Alma Cebrián, John Castro – El baile de los 41 - Ernesto Peñaloza, Marco Rodríguez, Félix Bueno, Ma. Rosa Fusté – Cuidado con lo que deseas - Hughes Namur, Edgardo Mejía – Nuevo orden - Javier Velázquez Dorantes, Gustavo Bellón Rebolledo, Benoit Mannequin – Selva trágica | Mejor Maquillaje - Alfredo «Tigre» Mora, Alejandra Velarde – El baile de los 41‡ - Adam Zoller – Nuevo orden - Gerardo Muñoz – Selva trágica - Neftalí Zamora, Tania Larizza Guzmán – Sin señas particulares - Vladimir Amok – Rencor tatuado                                                             |
| Mejor Sonido - José Miguel Enríquez Rivaud (diseño sonoro), Federico González Jordan (sonido directo), Jaime Baksht, Michelle Couttolenc (mezcla de sonido) – Selva trágica‡ - Alejandro de Icaza, Enrique Fernández Tanco (diseño sonoro, mezcla de sonido), Víctor Benítez Pardo (sonido directo) – Las tres muertes de Marisela Escobedo - Mario Martínez Cobos (diseño sonoro), Carlos García (sonido directo), Miguel Hernández Montero (mezcla de sonido) – Los lobos - Omar Juárez (diseño sonoro, mezcla de sonido), Milton Aceves (diseño sonoro), Alejandro Mayorquín (mezcla de sonido), Misael Hernández ‘Topillo’ (sonido directo) – Sin señas particulares - Raúl Locatelli (sonido directo), Alejandro de Icaza (diseño sonoro), Jaime Baksht, Michelle Couttolenc (mezcla de sonido) – Nuevo orden | Mejores Efectos Especiales - Ricardo Arvizu – Nuevo orden‡ - José Ángel Cordero, Mahonrri Laurencio Cordero Ortiz, José Martínez «Josh» – Sin señas particulares - José Martínez, Brenda Almontes Peña, Pabo Vinos – Selva trágica - Ricardo Arvizu – El baile de los 41 - Yoshiro Hernández – Yo, Fausto |
| Mejor Ópera Prima - Sin señas particulares – Fernanda Valadez‡ - Las tres muertes de Marisela Escobedo – Carlos Pérez Osorio - Leona – Isaac Cherem - Ok, está bien… – Gabriela Ivette Sandoval - Volverte a ver – Carolina Corral Paredes | Mejor Largometraje Documental - Las tres muertes de Marisela Escobedo – Carlos Pérez Osorio‡ - Cosas que no hacemos – Bruno Santamaría Razo - La vocera – Luciana Kaplan - Volverte a ver – Carolina Corral Paredes - Yermo – Everardo González                                                           |
| Mejor Edición - Fernanda Valadez, Astrid Rondero, Susan Korda – Sin señas particulares‡ - Andrea Rabasa Jofre, Bruno Santamaría Razo – Cosas que no hacemos - Óscar Figueroa Jara, Michel Franco – Nuevo orden - Ricardo Poery – Las tres muertes de Marisela Escobedo - Valentina Leduc, Luciana Kaplan – La vocera - Yordi Capó, Carlos Espinosa Benítez, Samuel Kishi Leopo – Los lobos | Mejor Cortometraje Documental - Están en algún sitio – Pablo Tamez Sierra‡ - Boca de culebra – Adriana Otero Puerto - La felicidad en la que vivo – Carlos Morales - No seré la vida de mi recuerdo – Isabela Ripoll - Tu’un Savi – Uriel López España                                                    |
| Mejor Cortometraje de Animación - La casa de la memoria – Sofía Rosales Arreola‡ - A la cabeza – Andrea Santiago - El desfile de los ausentes – Marcos Almada Rivero - Un juguete de madera soñó con barcos de papel – Mauricio Hernández Serrano - Un peluche espacial – Jesús Sebastián Jaime Oviedo | Mejor Película Iberoamericana - El agente topo – Maite Alberdi ( Chile)‡ - Babenco – Alguém tem que ouvir o coração e dizer: Parou – Bárbara Paz ( Brasil) - El olvido que seremos – Fernando Trueba ( Colombia) - La Llorona – Jayro Bustamante ( Guatemala) - Las niñas – Pilar Palomero ( España)      |
| Mejor Cortometraje de Ficción - Asoleadas – Nadia Ayala Tabachnik‡ - Bisho – Pablo Giles‡ - Arreglo napolitano – Rodrigo Ruiz Patterson - El día comenzó ayer – Julián Hernández - Wheels – Roberto Fiesco | Ariel de Oro Ofelia Medina (Actriz) Fernando Cámara (Sonidista y productor) |

## Premios y nominaciones múltiples
| Nominaciones | Filmes                                |
| ------------ | ------------------------------------- |
| 16           | Sin señas particulares                |
| 13           | Los lobos                             |
| 12           | Selva trágica                         |
| 12           | El baile de los 41                    |
| 10           | Nuevo orden                           |
| 7            | Las tres muertes de Marisela Escobedo |
| 7            | Leona                                 |
| 4            | Te llevo conmigo                      |
| 2            | El club de los idealistas             |
| 2            | Un disfraz para Nicolás               |
| 2            | Yermo                                 |
| 2            | Cosas que no hacemos                  |
| 2            | Volverte a ver                        |
| 2            | La vocera                             |

| Premios | Filmes                 |
| ------- | ---------------------- |
| 9       | Sin señas particulares |
| 4       | El baile de los 41     |
| 2       | Los lobos              |
| 2       | Selva trágica          |